# Sukaharja (Cijeruk)
Sukaharja is een bestuurslaag in het regentschap Bogor van de provincie West-Java, Indonesië. Sukaharja telt 13.137 inwoners (volkstelling 2010).